# Trolleybus
En trolleybus er en bus drevet af elektricitet, tilført via køreledninger.

## Teknik
Trolleybusser (sporløse baner med luftledning) er elektrisk drevne omnibusser med strømtilførsel ved luftledning. Da man ikke, således som ved elektriske sporvejs- og baneanlæg, har skinnerne til at føre strømmen tilbage til elektricitetsværket, må der benyttes to strømaftagere (kontaktstænger) pr. vogn. Såfremt kørsel i begge retninger skal foregå uhindret, skal der selvfølgelig være 4 køretråde over vejen. Hvor driftshyppigheden ikke er ret stor, kan man nøjes med to køretråde, idet den ene vogn da må holde ud til siden, mens den anden passerer. For at opnå at vognene kan vige tilstrækkeligt til siden, er strømaftagerrullerne som regel anbragt drejelige om en lodret tap på hver sin kontaktstang, hvis drejestel, der er anbragt på vogntoget, i øvrigt er konstrueret således, at der kan viges 4—5 m ud fra køretråden uden fare for, at rullerne springer af.
Der anvendes i reglen samme driftsspænding (500—600 Volt) som ved sporvejsanlæg, blandt andet under hensyn til, at trolleybusser ofte bliver drevet i forbindelse med sådanne anlæg. Hvor trolleybussen skal køre på sporvejsstrækninger — fx ved kørsel til en remise - er det ikke nødvendigt at ophænge en særlig køretråd til returstrømmen, idet denne vil kunne føres gennem sporet ved hjælp af et særligt kontaktstykke, der slæbes efter vognen i den ene skinne. Selve vognenes elektriske udrustning adskiller sig principielt ikke fra elektriske sporvognes. De kan lige som disse forsynes med elektriske bremser (motorbremsning), vakuum- eller trykluftbremser samt håndbremser. Hjulene forsynes med gummiringe.
Trolleybusser har navnlig deres berettigelse på strækninger, hvor bebyggelsen ikke er så tæt, at en sporvej kan forrente sig; man kan rent skønsmæssigt regne med, at med en driftsintensitet på 10-20 minutter er trolleybusser velegnede. Trolleybusser kan ikke overbelastes i den grad, som en sporvogn kan, og er derfor ikke så elastisk til drift med spidsbelastninger; den kan dog indrettes til bivognsdrift med en bivogn.

## Indretning
|  | 1. køreledning 2. Linje display destination 3. bakspejl 4. forlygter 5. forreste dør 6. drevet bagaksel 7. anden og tredje dør 8. styrbar foraksel 9. Trim (uden funktion) 10. Trolley-Retriever 11. anspændt sikkerhedstov 12. strømaftagerhoved 13. Trolley-bomme 14. Krog til låsning af stængerne 15. Tagkonstruktioner / elektricitet 16. køretøjsnummer |

## Gadeforhold
Trolleybusser er ikke bundet til et spor på samme måde som sporvogne, og er derfor lidt mere smidige; hvis kørebanebredden ikke overstiger 12—13 m, kan den optage og afsætte passagerer direkte fra fortovet; den anvendes da også i nogle tilfælde i snævre gader med stærk trafik, hvor der er dårlig plads til at fremføre en sporvej. Trolleybusser stiller således mindre særkrav til gaders indretning og vedligeholdelse. Modsat sporveje kan trolleybusser undvige op til 3,5 m hvis det er nødvendigt, og således køre udenom holdende biler, containere mv.
Trolleybusser og andre elbusser med elmotor har højt startmoment, og er derfor bedre i stand til at overvinde stærke stigninger end diesel-bussen, fx i San Francisco.

## Omkostningsforhold
Der er højere investeringsomkostninger end for busser med forbrændingsmotorer, både på grund af ledningsnettet, og fordi køretøjerne selv er dyrere (omtrent det dobbelte af dieselbusser med samme kapacitet, men større produktion er skønnet at kunne bringe meromkostningerne ned i 20 %). Til gengæld er de almindeligvis betydeligt billigere i drift, men dette er i sidste ende afhængig af prisforskellen mellem diesel og elektricitet.
Køretøjerne har en længere levetid end busser med forbrændingsmotor, blandt andet fordi varmeudviklingen i motorerne er lavere.
Trolleybusser har samme transportkapacitet som normale busser, det vil sige normalt mindre end sporvogne.
Trolleybusser kræver større investeringer end dieselbusser, men er billigere i drift. Derfor er de mest lønsomme på de mest trafikerede linjer. Beregninger baseret på energi- og lønomkostninger i Polen tyder på, at trolleybusser er lønsomme frem for dieselbusser ved mindst 190 afgange pr. arbejdsdag (i begge retninger) for nyanlæg og mindst 95 afgange pr. arbejdsdag, hvis infrastrukturen allerede findes. Da er alle drifts- og afskrivningsomkostninger og eksterne omkostninger medregnet. Med dyrere diesel end pr. 2012 bliver lønsomhedsgrænsen lavere. I et land som Norge med lavere energiomkostninger på grund af vandkraften og mange byer med kuperet terræn kan lønsomhedsgrænsen ligge lavere. Desuden er trolleybusser mere komfortable end busser med forbrændingsmotorer, med mindre støj og rystelser. Busrute 37 i Oslo har ca. 270 afgange på en hverdag. I Danmark er chauffør-lønnen 2/3 af driftsudgifterne, så selv store udsving i øvrige udgifter har lille betydning.

## Start- og stoppeegenskaber
Trolleybusser har en meget hurtig igangsætning, bremser på kort strækning og er i det hele taget lette at betjene; som følge heraf egner de sig godt til enmandsbetjening.

## Miljøegenskaber
Trolleybusser er støjsvage, hvilket normalt anses for en fordel. Det betyder dog også, at risikoen for trafikuheld kan vokse, fordi man dårligere kan høre dem.
Trolleybusser regnes normalt for mindre forurenende, hvilket er en fordel for gademiljøet. Det afhænger dog i sidste ende af kraftkildens karakter. Der kan anvendes flere mulige kraftkilder, hvilket gør trolleybusser miljømæssigt fleksible på dette område.
Trolleybusser bruger mindre energi end busser med forbrændingsmotor, både fordi virkningsgraden er højere, og fordi de kan genvinde energi ved bremsning.
Duobusser har en almindelig forbrændingsmotor eller batteridrevet motor til brug på strækninger uden strømtilførsel.

## Historie
Trolleybussen startede som forsøg i England i slutningen af 1800-tallet. Tyskeren Ernst Werner von Siemens regnes som opfinderen af både sporvogne og trolleybusser. Den 29. april 1882 begyndte han sine forsøg med "Elektromote" i en forstad til Berlin. Andre forsøg blev gjort i USA. Mens sporvognen oplevede en hurtig udbredelse fra 1884, skete der kun lidt med trolleybusserne før 1900 – det år Lombard Gérin åbnede en forsøgslinje på verdensudstillingen i Paris. Da var også luftgummuihjulene kommet på markedet, hvilket gjorde køretøjerne mere komfortable. Den 10. juli 1901 åbnede så Max Schiemann en trolleybusrute i Bielathal ved Dresden i Tyskland. Det var ham, som udviklede det strømforsyningssystem, som efterhånden blev branchestandarden for trolleybusser, med to parallelle køreledninger og med strømaftagere, som havde kontakt med disse. Fra da af gik udviklingen hurtigt, og de fleste af de senere tiders systemer har sine rødder fra ekspansionsperioden i begyndelsen af 1900-tallet.
Allerede i begyndelsen af 1900-tallet var tanken om trolleybusser fremme, men vejbefæstelsen var næsten overalt så dårlig, at skinnerne med deres ringe friktion frembød store fordele, og ret naturligt blev elektriske baner på skinner — sporveje — det almindelige. En række sporløse elektriske baner, der blev sat i drift i begyndelsen af 1900-tallet, navnlig i Østrig, måtte nedlægges, fordi vejbefæstelsen ikke kunne holde. Senere forandrede forholdene sig; af hensyn til automobiltrafikken krævedes veje med glat og fast overflade, og i sådanne veje var skinner til stor gene, dels fordi det næsten er umuligt at forhindre vandnedsivning langs skinnen, dels fordi skinneoverfladen har en anden friktionskoefficient i fedtet føre end den øvrige overflade. Dette forhold medvirkede til, at trolleybussen, navnlig efter 1. verdenskrig fik en større udbredelse, i visse tilfælde valgte man i stedet for at udskifte et opslidt spor, at tage dette op og anvende overledningerne til trolleybussen. Det var navnlig i England og USA, at trolleybusser fik stor udbredelse, men også på det europæiske fastland, navnlig i Frankrig og Italien, kom en række linjer i drift.
Fra 1930-erne fik trolleybusserne skærpet konkurrence fra benzin- og senere dieseldrevne busser. Både komfort, fleksibilitet, investerings- og driftsomkostninger og optimal kapacitet gjorde, at trolleybusserne etablerede en niche mellem bus og sporvogn. En række nye systemer og nye linjer blev anlagt, ikke mindst da mange byer i Europa skulle genopbygges efter 2. verdenskrig. De fleste byer med trolleybus valgte dette frem for sporvogn – enten på enkelte ruter, eller i hele byen – fordi udbygningen var billigere. Det sidste var tilfældet i blandt andet Leeds, som fik trolleybus i 1911. Andre gange blev sporvognen erstattet med trolleybus.
Trolleybussen var lidet konkurrencedygtige med tunnelbaner. Tunnelerne var jo normalt så dyre at bygge, at det kun blev gjort, hvor trafikgrundlaget var stort, og da var tunnelbaner bedre egnet. På længere distancer klarede trolleybusserne sjældent at konkurrere med jernbanen; de blev stort set kun anvendt til nærtrafikken i byerne. Et undtagelse er verdens vist nok længste trolleybusstrækning, fra Simferopol til Jalta på Krim i Ukraine. I modsætning til de fleste andre trolleybusstrækninger går denne 110 km lange forbindelse udenfor bebygget område. Forklaringen er, at den ikke er bygget som et miljøfremmende tiltag, men fordi der findes overskud af elektricitet fra atomkraftværket i Simferopol. Desuden er den godt egnet i det kuperede terræn på halvøen.
Trolleybus-systemet havde en nedtur i 1960-erne, fordi stadig flere anskaffede sig privatbil, og fordi billig olie også gjorde dieselbusser mere konkurrencedygtige. Denne udvikling begyndte tidligere i USA end i Europa. De mange privatbiler var også ofte til hinder for fremkommeligheden. Det var trods alt billigere at lade dieselbusserne stå i de samme bilkøer, i hvert fald så længe man ikke regnede med omkostningerne for helbled og miljø ved den stadig voksende forurening. Endvidere flyttede stadig flere ud i forstæder, hvor bebyggelsen ofte havde en sådan karakter, at det var vanskeligt at tilbyde en tilfredsstillende kollektiv transport, hvorfor folk blev stadig mere afhængige af biler. I denne periode blev trolleybusserne derfor nedlagt i mange byer.
I Storbritannien faldt antallet af byer med trolleybus fra 50 til 0 – Bradfords system holdt sig længst, til 1972. Også på kontinentet blev en række trolleybussystemer nedlagt – blandt andet i København, Antwerpen og Bruxelles). Ofte blev vejarbejder eller forældet materiel (og i Sverige overgangen til højrekørsel) brugt som påskud til at nedlægge ruter. En del byer beholdt imidlertid trolleybussen – særlig i Østeuropa, hvor massebilismen kom senere end i vest. Nordamerika har haft 123 trolleybussystemer, men kun syv af dem er fortsat i drift: fem i USA, et i Canada og et i Mexico; desuden fik Guadajara i Mexico trolleybusser i 1977. I Norge blev alle trolleybusruter bortset fra Bergen nedlagt i 1963-68.
I USA skyldtes trolleybussernes nedgang også fjendtlige opkøb og infiltration fra et konsortium, hvor blandt andre General Motors (GM), Standard Oil of California, Phillips Petroleum og Firestone Tire deltog. I 1936 begyndte dette at opkøbe sporvejsselskaberne for så at nedlægge dem eller sælge dem videre til selskaber, som forpligtede sig til at erstatte sporvejene med busser – fra General Motors (Snell 1974). Denne virksomhed foregik frem til begyndelsen af 1960-erne. På den måde blev ikke blot det meste af USAs sporvejsnet ødelagt. Virksomheden blokkerede også for, at sporvejene blev erstattede med trolleybusser, da GM officielt ikke fremstillede dem. Ganske vist har koncernet produceret 100 trolleybusser, men koncernledelsen ønskede ikke, at GM skulle forbindes med sådanne transportmidler, og køretøjerne blev derfor kaldt "BBCs" efter leverandøren af den elektriske udrustning.
Oliekriser i 1973-74 og flere gange senere og voksende miljøinteresse gav trolleybussen en renæssance – dog noget i skyggen af den voksende interesse for sporvogne, bybaner, letbaner, tunnelbaner og højhastighedstog. Både køretøjerne og infrastrukturen blev forbedret, til dels parallelt med udviklingen for anden kollektiv transport:
- Busserne er blevet forlænget for at øge kapaciteten; de største er ca. 25 m, består af 2-3 led og har ca. 70 siddepladser og 140 ståpladser.
- Som andre kollektivmidler har trolleybussene fået lavgulv.
- En række byer har indført kollektivfelt eller –gader, og indført signalprioritering af kollektivtrafikken i gaderne.
- Energiforbruget er reduceret ved, at strøm kan køres tilbage på nettet ved nedbremsning.
- Driftssikkerheden er blevet bedre (de ældre systemer kunne være plaget af, at strømaftagerne ofte hoppede af).

## Trolleybusser i dag
Pr. 2009 fandtes ca. 30 producenter af trolleybusser, hvoraf nogen også producerer blandt andet dieselbusser.
I Vesteuropa er det trolleybusser i blandt andre: Arnhem, Bergen, Bern, Landskrona, Gent, Solingen, Esslingen, Eberswalde, Lausanne, Linz, Napoli, Rimini, Zürich, Salzburg, Lyon, Limoges, Athen, Nancy og Saint-Étienne.
Trolleybusser både var og er fortsat ret udbredt i Østeuropa og findes blandt andet i: Budapest, Debrecen, Gdynia, Kaunas, Riga, Plzeň, Tallinn, Vilnius og Chișinău, samt Varna, Sofia, Sliven, Stara Zagora, Pleven, Plovdiv, Kazanlak, Ruse, Vratsa, Viliko Tornovo, og Burgas i Bulgarien og Sarajevo i Bosnien.
San Francisco er en af de få byer i USA med stort netværk af trolleybusser.

## Danmark
I Danmark kom trolleybussen som forsøg i 1907.
Som permanent driftsform indførtes den hos Nesa i Gentofte i 1927 på den senere linje 25. Nettet udbyggedes
efterhånden, så også Lyngby og Søborg dækkedes. Fra 1938 havde man desuden samdrift med Københavns Sporveje på linje 12 (fra 1945 23) og 24 ad Lyngbyvej til Nørreport Station. KS havde selv planer om flere trolleybuslinjer, men de blev aldrig ført ud i livet. NESA valgte derimod at udbygge sit net, og i 1953 erstattede man sine sporvogne med trolleybusser. Man drev da de to linjer 26 og 27 selv og 23 og 24 i samarbejde med KS. De to sidstnævnte linjer blev imidlertid erstattet med dieselbusser i 1963. NESA selv sagde farvel til sin sidste trolleybus i 1971, da linje 27, som den sidste, blev omstillet til dieselbusdrift. Den kan i dag ses på Danmarks Tekniske Museum i Helsingør.
Også Odense fik trolleybusser. Det skete i 1939, da sporvejslinjen Skibhuslinjen blev omstillet til trolleybusdrift. I 1952 indgik linjen i det nye trafikselskab Odense Bytrafik. Den fik da linjenummer 1, og blev samtidig forlænget. Allerede i 1959 tog dieselbusser imidlertid over.
Fra 1993 og nogle år frem forsøgte HT i København sig med duobusser (kombinerede trolley- og dieselbusser), men der var for mange tekniske problemer, så det blev opgivet. Heller ikke i udlandet synes duobusser at have været nogen videre succes.